# Martin Trieb
Martin Trieb (* 23. September 1961 in Augsburg) ist ein ehemaliger Fußballspieler, der von 1982 bis 1990 als Aktiver von Eintracht Frankfurt und Waldhof Mannheim in der Fußball-Bundesliga 165 Spiele absolviert und zehn Tore erzielt hat.

## Laufbahn

### Jugend und FC Augsburg, bis 1982
Der vom SSV Margertshausen in die Jugendabteilung des FC Augsburg gekommene Nachwuchsspieler entwickelte sich kontinuierlich zu einem technisch guten Mittelfeldspieler für die linke Flanke. Am 29. November 1979 debütierte Trieb in der deutschen Jugendnationalmannschaft beim Qualifikationsspiel gegen Luxemburg für das UEFA-Juniorenturnier 1980 in der DDR. Er kam beim Turnier auch unter DFB-Trainer Dietrich Weise in den drei Gruppenspielen in Pirna, Gommern und Braunsbedra im Mai 1980 gegen Polen (2:3), Finnland (6:2) und Rumänien (0:1) zum Einsatz. Auf Vereinsebene feierte er 1979/80 mit der Elf aus dem Rosenaustadion den Titelgewinn in der Bayernliga, den Aufstieg in die 2. Bundesliga und stand am 20. Juni 1980 in Stuttgart mit dem FCA gegen die VfB Stuttgart Amateure im Finale (1:2-Niederlage) um die deutsche Amateurmeisterschaft. In der 2. Bundesliga Gruppe Süd, 1980/81, bestritt Trieb als einziger Augsburger alle 38 Rundenspiele und erzielte dabei noch zehn Tore. Angefangen hatte die Runde mit einem 2:2-Unentschieden beim SV Darmstadt 98 unter Trainer Heinz Elzner, ab April 1981 versuchte Heiner Schuhmann vergeblich mit dem FCA den Klassenerhalt zu bewerkstelligen. Das Mittelfeldtalent blieb auch nach dem Abstieg in die Bayernliga in Augsburg und feierte 1982 seine zweite Meisterschaft und die sofortige Rückkehr in die 2. Fußball-Bundesliga. Trieb zog es aber in die Fußball-Bundesliga und so nahm er das Angebot von Eintracht Frankfurt an und wechselte zur Runde 1982/83 in die Mainmetropole nach Hessen.

### Bundesliga, 1982 bis 1990
Der Österreicher Helmut Senekowitsch hatte im Frankfurter Waldstadion Lothar Buchmann als Trainer abgelöst, Branko Zebec übernahm aber bereits am 19. August 1982 seine Nachfolge. Am dritten Spieltag, den 1. September 1982, debütierte der Augsburger in der Bundesliga. Die Eintracht belegte den zehnten Rang und Trieb kam auf 20 Bundesligaeinsätze mit einem Treffer. Als bei der Eintracht 1983/84 massiv der Abstieg drohte – Trainer Zebec war aus gesundheitlichen Gründen nicht mehr in der Lage sein Amt mit bester Kraft und Leistungsvermögen auszuüben – übernahm Dietrich Weise ab dem 30. Oktober 1983 das Traineramt. Trieb kam auf 31 Einsätze und die Weise-Elf rettete sich als 16. der Tabelle in die Relegationsspiele gegen den MSV Duisburg. Trieb gehörte der Mannschaft an, die in zwei Spielen am 1. und 5. Juni 1984 gegen die „Zebras“ mit einem 5:0-Auswärtserfolg und einem 1:1-Heimremis den Klassenerhalt für die Eintracht zustande brachte. Nach weiteren 39 Bundesligaspielen und drei Treffern beendete er nach der Runde 1985/86 seine Tätigkeit in Frankfurt und schloss sich dem kurpfälzischen Bundesligisten SV Waldhof Mannheim an.
In der letzten Runde von Trainer Klaus Schlappner, 1986/87, kam Waldhof auf den 14. Rang und Trieb hatte durch 28 Einsätze mit zwei Toren daran mitgewirkt. Nach der Ära „Schlappi“ vertraute man im Waldhof auf den österreichischen Trainer Felix Latzke. Trieb gehörte mit 30 Ligaspielen und drei Treffern dem Kern der Stammbesetzung an, aber es kam nur der 16. Rang heraus. Waldhof konnte nur über die Relegation gegen den SV Darmstadt 98 – bei den „Lilien“ schwang Klaus Schlappner das Trainerzepter – den Klassenerhalt in die Tat umsetzen. Trieb war Waldhof-Aktiver beim entscheidenden dritten Spiel am 9. Juni 1988 in Saarbrücken. Nach einem torlosen Remis nach Verlängerung setzten sich die Waldhöfer im Elfmeterschießen mit 5:4 Toren durch und konnten damit in der Bundesliga verbleiben.
Als Waldhof mit Trainer Günter Sebert in der Saison 1989/90 den Bundesligaabstieg nicht verhindern konnte, hatte Trieb in der Vorrunde nur eine Einwechslung am 26. August 1989, beim 1:0-Heimsieg gegen Bayern München, auf seinem Konto stehen. Er siedelte in der Winterwechselperiode nach Südbaden um und schloss sich dem SC Freiburg im Dreisamstadion in der 2. Fußball-Bundesliga an. Am 9. Dezember 1989 gab er seinen Einstand bei der Breisgau-Elf. An der Seite der Mitspieler Andreas Buck, Oliver Schäfer, Andreas und Michael Zeyer absolvierte er 14 Spiele und schoss ein Tor für den Sportclub, der die Runde auf dem 13. Tabellenplatz beendete.
Trieb kehrte 1990 für zwei Runden zum FC Augsburg zurück, bevor er ab September 1992 beim TSV Haunstetten seine höherklassige Spielerlaufbahn ausklingen ließ.